# Ichaso (Guipúzcoa)
Ichaso (Itsaso oficialmente y en euskera) fue un municipio español perteneciente a la provincia de Guipúzcoa, en la comunidad autónoma del País Vasco.

## Historia
La primera mención escrita sobre Ichaso aparece en un documento en el que los vecinos de la aldea presentan sus quejas al rey castellano Enrique III protestando por la violación de los Fueros en 1399 por parte de un recaudador de impuestos, y pidiendo al rey que esas prácticas desaparecieran. Ichaso fue, al parecer, una de las aldeas fundadoras de la alcaldía mayor de Arería. En 1461 el rey Enrique IV concedió a Ichaso la facultad de elegir el alcalde mayor de la alcaldía mayor de Arería.
Hacia mediados del siglo XIX, el lugar, por entonces con ayuntamiento propio, tenía contabilizada una población de 871 habitantes. Aparece descrito en el noveno volumen del Diccionario geográfico-estadístico-histórico de España y sus posesiones de Ultramar de Pascual Madoz de la siguiente manera:

ICHASO: conc. con ayunt. en la prov. de Guipúzcoa (á Tolosa 5 leg.), part. jud. de Azpeitia (3 1/2), aud. terr. de Burgos, c. g. de las Provincias Vascongadas, dióc. de Pamplona. sit. en parage costanero; clima saludable: tiene poco mas de 100 casas, dispersas la mayor parte en cas.; casa municipal en la plaza, un barrio llamado Alegría, junto al camino real; escuela de primeras letras concurrida por 45 alumnos de ambos sexos, y dotada con 2,750 rs. y casa para el maestro; igl. parr. de primer ascenso, dedicada á San Bartolomé y servida por un rector, 2 beneficiados y un sacristan; cementerio y 3 erm. bajo la advocacion de la Magdalena, San lorenzo y Ntra. Sra. de Quizquiza: para beber y demas usos se surten de varias fuentes, algunas de ellas minerales, y de varios arroyos que hay en el térm. Confina éste N. Ormaiztegui; E. Arriaran; S. Gaviria, y O. Anzuola, mediando el r. Urola; su circunferencia es de una leg., y dentro de ella se encuentran montes con arbolado. El terreno es de mediana calidad, le cruzan varios arroyos tributarios del espresado r.: hay buenos prados. Los caminos son locales, y el principal dirige á la carretera de Madrid á Francia. El correo se recibe de Villareal. prod.: trigo, maiz, castaña, manzana y otros frutos: cria ganado vacuno y lanar; hay alguna caza. pobl.: 173 vec., 871 almas. riqueza imp.: 57,337 reales vn.
(Madoz, 1847, p. 382)

El municipio de Ichaso formó parte del municipio de Ezquioga, (que pasó a denominarse Ezquioga-Ichaso), en aplicación del Decreto 3943/1964, desde 1964 hasta el 21 de diciembre de 2016, en que fue segregado de dicho municipio, en aplicación del Decreto foral 27/2016 de 20 de diciembre de 2016, volviendo a ser un municipio independiente y estando su capitalidad en el casco urbano del mismo. 
No obstante, se reintegró en el municipio de Ezquioga-Ichaso tras la ejecución de la sentencia 1025/2020, de 16 de julio, dictada por el Tribunal Supremo y anulación del Decreto Foral 27/2016, de 20 de diciembre, de la Diputación Foral de Guipúzcoa, por el que se aprobaba la segregación de Ichaso y su constitución en municipio independiente, al considerar que no se cumplió con el requisito legal de población mínima.

## Geografía
| Noroeste: Ezquioga          | Norte: Ezquioga y Azpeitia | Noreste: Azpeitia              |
| Oeste: Ezquioga             |                            | Este: Azpeitia y Beasáin       |
| Suroeste Ezquioga y Gaviria | Sur: Gaviria y Ormáiztegui | Sureste: Ormáiztegui y Beasáin |

## Etimología
El nombre del municipio proviene de la palabra Itsaso, que es polisémica en vasco, ya que significa tanto mar como juncal o retamal. A pesar de que la localidad se encuentra alejada de la costa unas decenas de kilómetros algunos han querido ver una relación entre el mar y el nombre del pueblo, ya que la ermita de Kizkitza situada en Ichaso tiene una larga tradición de exvotos de marinos y pescadores, que tenían una gran devoción por esta advocación mariana, situada lejos de la costa. Lo más probable es que Ichaso sea también un fitónimo como Ezquioga, relacionado esta vez con los juncos o retamas y que la tradición marinera de su ermita surgiera a posteriori por la polisemia de Ichaso.

## Demografía
| Gráfica de evolución demográfica de Ichaso entre 1842 y 1960 |
| |
| Población de derecho según los censos de población del INE Población de hecho según los censos de población del INEEntre el censo de 1970 y el anterior, este municipio desaparece porque se agrupa en el municipio Ezquioga Ichaso |

## Patrimonio
Hay en la localidad una iglesia de San Bartolomé.